# Laniarius aethiopicus
Laniarius aethiopicus là một loài chim trong họ Malaconotidae.